# Campionato europeo maschile di pallavolo 1967
Il campionato europeo maschile di pallavolo 1967 si è svolto dal 26 ottobre all'8 novembre 1967 ad Adana, Ankara, Smirne e Istanbul, in Turchia: al torneo hanno partecipato venti squadre nazionali europee e la vittoria finale è andata per la terza volta all'Unione Sovietica.

## Regolamento

### Formula
Le squadre hanno disputato una prima fase a gironi con formula del girone all'italiana; al termine della prima fase:
- Le prime due classificate di ogni girone hanno acceduto al girone per il primo posto, strutturato in un girone all'italiana, conservando i risultati dello scontro diretto.
- La terza e la quarta classificata di ogni girone hanno acceduto al girone per il nono posto, strutturato in un girone all'italiana, conservando i risultati dello scontro diretto.
- L'ultima classificata di ogni girone ha acceduto al girone per il diciassettesimo posto, strutturato in un girone all'italiana.

### Criteri di classifica
Sono stati assegnati 2 punti alla squadra vincente e 1 a quella sconfitta.
L'ordine del posizionamento in classifica è stato definito in base a:
- Punti;
- Ratio dei set vinti/persi;
- Ratio dei punti realizzati/subiti;
- Risultati degli scontri diretti.

## Squadre partecipanti
| Squadra          | Qualificazione      | Ultima partecipazione |
| ---------------- | ------------------- | --------------------- |
| Albania          | -                   | Cecoslovacchia 1958   |
| Austria          | -                   | Romania 1963          |
| Belgio           | -                   | Romania 1963          |
| Bulgaria         | -                   | Romania 1963          |
| Cecoslovacchia   | -                   | Romania 1963          |
| Finlandia        | -                   | Romania 1963          |
| Francia          | -                   | Romania 1963          |
| Germania Est     | -                   | Romania 1963          |
| Germania Ovest   | -                   | Romania 1963          |
| Grecia           | -                   | Debutto               |
| Israele          | -                   | Francia 1951          |
| Italia           | -                   | Romania 1963          |
| Jugoslavia       | -                   | Romania 1963          |
| Paesi Bassi      | -                   | Romania 1963          |
| Polonia          | -                   | Romania 1963          |
| Romania          | -                   | Romania 1963          |
| Svezia           | -                   | Debutto               |
| Turchia          | Paese organizzatore | Romania 1963          |
| Ungheria         | -                   | Romania 1963          |
| Unione Sovietica | -                   | Romania 1963          |

## Torneo

### Fase a gironi
| Girone A         | Girone B   | Girone C       | Girone D       |
| ---------------- | ---------- | -------------- | -------------- |
| Austria          | Belgio     | Cecoslovacchia | Albania        |
| Germania Est     | Francia    | Finlandia      | Bulgaria       |
| Paesi Bassi      | Grecia     | Israele        | Germania Ovest |
| Svezia           | Jugoslavia | Italia         | Polonia        |
| Unione Sovietica | Ungheria   | Turchia        | Romania        |

#### Girone A

##### Risultati
| 26 ottobre 1967 ?, Adana Durata: ? - Spettatori: ? | Unione Sovietica | 3 - 2 | Germania Est | 17-19, 15-5, 3-15, 15-4, 15-9    |
| 26 ottobre 1967 ?, Adana Durata: ? - Spettatori: ? | Paesi Bassi      | 3 - 0 | Austria      | 15-4, 15-5, 15-3                 |
| 27 ottobre 1967 ?, Adana Durata: ? - Spettatori: ? | Germania Est     | 3 - 0 | Paesi Bassi  | 15-4, 15-7, 15-1                 |
| 27 ottobre 1967 ?, Adana Durata: ? - Spettatori: ? | Unione Sovietica | 3 - 0 | Svezia       | 15-5, 15-1, 15-3                 |
| 28 ottobre 1967 ?, Adana Durata: ? - Spettatori: ? | Germania Est     | 3 - 0 | Austria      | 15-1, 15-1, 15-5                 |
| 28 ottobre 1967 ?, Adana Durata: ? - Spettatori: ? | Paesi Bassi      | 3 - 0 | Svezia       | 15-1, 15-1, 15-3                 |
| 29 ottobre 1967 ?, Adana Durata: ? - Spettatori: ? | Svezia           | 3 - 2 | Austria      | 17-19, 15-5, 11-15, 15-10, 17-15 |
| 29 ottobre 1967 ?, Adana Durata: ? - Spettatori: ? | Unione Sovietica | 3 - 0 | Paesi Bassi  | 15-9, 15-10, 15-3                |
| 30 ottobre 1967 ?, Adana Durata: ? - Spettatori: ? | Unione Sovietica | 3 - 0 | Austria      | 15-2, 15-0, 15-1                 |
| 30 ottobre 1967 ?, Adana Durata: ? - Spettatori: ? | Germania Est     | 3 - 0 | Svezia       | 15-1, 15-0, 15-6                 |

##### Classifica
| Pos. | Squadra          | Pt | G | V | P | SV | SP | Ratio | PF  | PS  | Ratio |
| ---- | ---------------- | -- | - | - | - | -- | -- | ----- | --- | --- | ----- |
| 1.   | Unione Sovietica | 8  | 4 | 4 | 0 | 12 | 2  | 6,000 | 200 | 86  | 2,325 |
| 2.   | Germania Est     | 7  | 4 | 3 | 1 | 11 | 3  | 3,666 | 187 | 91  | 2,054 |
| 3.   | Paesi Bassi      | 6  | 4 | 2 | 2 | 6  | 6  | 1,000 | 124 | 107 | 1,158 |
| 4.   | Svezia           | 5  | 4 | 1 | 3 | 3  | 11 | 0,272 | 96  | 199 | 0,482 |
| 5.   | Austria          | 4  | 4 | 0 | 4 | 2  | 12 | 0,166 | 86  | 210 | 0,409 |

      Qualificata al girone per il primo posto.
      Qualificata al girone per il nono posto.
      Qualificata al girone per il diciassettesimo posto.

#### Girone B

##### Risultati
| 26 ottobre 1967 ?, Smirne Durata: ? - Spettatori: ? | Jugoslavia | 3 - 1 | Francia  | 7-15, 15-10, 17-15, 15-12  |
| 27 ottobre 1967 ?, Smirne Durata: ? - Spettatori: ? | Ungheria   | 3 - 0 | Grecia   | 15-2, 15-8, 15-4           |
| 27 ottobre 1967 ?, Smirne Durata: ? - Spettatori: ? | Jugoslavia | 3 - 0 | Grecia   | 15-5, 15-6, 15-7           |
| 27 ottobre 1967 ?, Smirne Durata: ? - Spettatori: ? | Ungheria   | 3 - 1 | Belgio   | 7-15, 15-7, 15-12, 15-4    |
| 28 ottobre 1967 ?, Smirne Durata: ? - Spettatori: ? | Jugoslavia | 3 - 0 | Belgio   | 15-3, 15-6, 15-5           |
| 28 ottobre 1967 ?, Smirne Durata: ? - Spettatori: ? | Francia    | 3 - 0 | Grecia   | 15-7, 15-7, 15-8           |
| 29 ottobre 1967 ?, Smirne Durata: ? - Spettatori: ? | Jugoslavia | 1 - 3 | Ungheria | 15-13, 12-15, 10-15, 14-16 |
| 29 ottobre 1967 ?, Smirne Durata: ? - Spettatori: ? | Belgio     | 3 - 1 | Francia  | 8-15, 15-12, 15-10, 15-10  |
| 30 ottobre 1967 ?, Smirne Durata: ? - Spettatori: ? | Ungheria   | 3 - 1 | Francia  | 6-15, 15:5, 15-7, 15-6     |
| 30 ottobre 1967 ?, Smirne Durata: ? - Spettatori: ? | Belgio     | 3 - 0 | Grecia   | 15-3, 15-9, 15-8           |

##### Classifica
| Pos. | Squadra    | Pt | G | V | P | SV | SP | Ratio | PF  | PS  | Ratio |
| ---- | ---------- | -- | - | - | - | -- | -- | ----- | --- | --- | ----- |
| 1.   | Ungheria   | 8  | 4 | 4 | 0 | 12 | 3  | 4,000 | 207 | 136 | 1,522 |
| 2.   | Jugoslavia | 7  | 4 | 3 | 1 | 10 | 4  | 2,500 | 195 | 143 | 1,363 |
| 3.   | Belgio     | 6  | 4 | 2 | 2 | 7  | 7  | 1,000 | 150 | 164 | 0,914 |
| 4.   | Francia    | 5  | 4 | 1 | 3 | 6  | 9  | 0,666 | 177 | 180 | 0,983 |
| 5.   | Grecia     | 4  | 4 | 0 | 4 | 0  | 12 | 0,000 | 74  | 180 | 0,411 |

      Qualificata al girone per il primo posto.
      Qualificata al girone per il nono posto.
      Qualificata al girone per il diciassettesimo posto.

#### Girone C

##### Risultati
| 26 ottobre 1967 ?, Ankara Durata: ? - Spettatori: ? | Cecoslovacchia | 3 - 0 | Turchia   | 15-4, 15-7, 15-5                |
| 26 ottobre 1967 ?, Ankara Durata: ? - Spettatori: ? | Italia         | 3 - 1 | Finlandia | 15-8, 8-15, 15-10, 19-17        |
| 27 ottobre 1967 ?, Ankara Durata: ? - Spettatori: ? | Cecoslovacchia | 3 - 0 | Israele   | 15-5, 15-3, 17-15               |
| 27 ottobre 1967 ?, Ankara Durata: ? - Spettatori: ? | Turchia        | 3 - 2 | Finlandia | 15-7, 15-4, 14-16, 14-16, 15-10 |
| 28 ottobre 1967 ?, Ankara Durata: ? - Spettatori: ? | Italia         | 3 - 2 | Israele   | 15-11, 8-15, 15-8, 11-15, 16-14 |
| 28 ottobre 1967 ?, Ankara Durata: ? - Spettatori: ? | Cecoslovacchia | 3 - 0 | Finlandia | 15-4, 15-1, 15-1                |
| 29 ottobre 1967 ?, Ankara Durata: ? - Spettatori: ? | Italia         | 3 - 1 | Turchia   | 15-9, 9-15, 15-10, 15-10        |
| 29 ottobre 1967 ?, Ankara Durata: ? - Spettatori: ? | Israele        | 3 - 0 | Finlandia | 15-9, 15-7, 15-9                |
| 30 ottobre 1967 ?, Ankara Durata: ? - Spettatori: ? | Cecoslovacchia | 3 - 1 | Italia    | 15-8, 15-2, 14-16, 15-6         |
| 30 ottobre 1967 ?, Ankara Durata: ? - Spettatori: ? | Israele        | 3 - 0 | Turchia   | 15-11, 15-12, 15-0              |

##### Classifica
| Pos. | Squadra        | Pt | G | V | P | SV | SP | Ratio  | PF  | PS  | Ratio |
| ---- | -------------- | -- | - | - | - | -- | -- | ------ | --- | --- | ----- |
| 1.   | Cecoslovacchia | 8  | 4 | 4 | 0 | 12 | 1  | 12,000 | 196 | 77  | 2,545 |
| 2.   | Italia         | 7  | 4 | 3 | 1 | 10 | 7  | 1,428  | 208 | 216 | 0,963 |
| 3.   | Israele        | 6  | 4 | 2 | 2 | 8  | 6  | 1,333  | 176 | 160 | 1,100 |
| 4.   | Turchia        | 5  | 4 | 1 | 3 | 4  | 11 | 0,363  | 156 | 197 | 0,791 |
| 5.   | Finlandia      | 4  | 4 | 0 | 4 | 3  | 12 | 0,250  | 134 | 220 | 0,609 |

      Qualificata al girone per il primo posto.
      Qualificata al girone per il nono posto.
      Qualificata al girone per il diciassettesimo posto.

#### Girone D

##### Risultati
| 26 ottobre 1967 ?, Istanbul Durata: ? - Spettatori: ? | Polonia  | 3 - 2 | Bulgaria       | 15-13, 13-15, 15-13, 9-15, 15-6  |
| 26 ottobre 1967 ?, Istanbul Durata: ? - Spettatori: ? | Romania  | 3 - 0 | Albania        | 15-7, 15-7, 15-3                 |
| 27 ottobre 1967 ?, Istanbul Durata: ? - Spettatori: ? | Bulgaria | 3 - 1 | Albania        | 7-15, 15-11, 15-9, 15-10         |
| 27 ottobre 1967 ?, Istanbul Durata: ? - Spettatori: ? | Romania  | 3 - 0 | Germania Ovest | 15-4, 15-6, 15-6                 |
| 28 ottobre 1967 ?, Istanbul Durata: ? - Spettatori: ? | Polonia  | 3 - 0 | Albania        | 15-2, 15-7, 15-10                |
| 28 ottobre 1967 ?, Istanbul Durata: ? - Spettatori: ? | Bulgaria | 3 - 0 | Germania Ovest | 15-7, 15-5, 15-5                 |
| 29 ottobre 1967 ?, Istanbul Durata: ? - Spettatori: ? | Polonia  | 3 - 0 | Germania Ovest | 15-8, 15-6, 15-4                 |
| 29 ottobre 1967 ?, Istanbul Durata: ? - Spettatori: ? | Romania  | 3 - 2 | Bulgaria       | 12-15, 15-10, 15-17, 15-6, 15-12 |
| 30 ottobre 1967 ?, Istanbul Durata: ? - Spettatori: ? | Polonia  | 3 - 1 | Romania        | 15-8, 14-16, 19-17, 15-11        |
| 30 ottobre 1967 ?, Istanbul Durata: ? - Spettatori: ? | Albania  | 3 - 1 | Germania Ovest | 15-17, 15-11, 15-8, 15-1         |

##### Classifica
| Pos. | Squadra        | Pt | G | V | P | SV | SP | Ratio | PF  | PS  | Ratio |
| ---- | -------------- | -- | - | - | - | -- | -- | ----- | --- | --- | ----- |
| 1.   | Polonia        | 8  | 4 | 4 | 0 | 12 | 3  | 4,000 | 220 | 151 | 1,457 |
| 2.   | Romania        | 7  | 4 | 3 | 1 | 10 | 5  | 2,000 | 214 | 156 | 1,371 |
| 3.   | Bulgaria       | 6  | 4 | 2 | 2 | 10 | 7  | 1,428 | 219 | 201 | 1,089 |
| 4.   | Albania        | 5  | 4 | 1 | 3 | 4  | 10 | 0,400 | 141 | 179 | 0,787 |
| 5.   | Germania Ovest | 4  | 4 | 0 | 4 | 1  | 12 | 0,083 | 88  | 195 | 0,451 |

      Qualificata al girone per il primo posto.
      Qualificata al girone per il nono posto.
      Qualificata al girone per il diciassettesimo posto.

### Fase finale

#### Girone 1º posto

##### Risultati
| 2 novembre 1967 ?, Ankara Durata: ? - Spettatori: ? | Jugoslavia       | 0 - 3 | Cecoslovacchia   | 12-15, 2-15, 14-16               |
| 2 novembre 1967 ?, Ankara Durata: ? - Spettatori: ? | Germania Est     | 3 - 0 | Italia           | 15-5, 15-5, 15-9                 |
| 2 novembre 1967 ?, Ankara Durata: ? - Spettatori: ? | Unione Sovietica | 3 - 1 | Romania          | 15-6, 15-8, 5-15, 15-7           |
| 2 novembre 1967 ?, Ankara Durata: ? - Spettatori: ? | Polonia          | 3 - 1 | Ungheria         | 10-15, 15-13, 15-9, 15-9         |
| 3 novembre 1967 ?, Ankara Durata: ? - Spettatori: ? | Jugoslavia       | 1 - 3 | Germania Est     | 15-9, 13-15, 11-15, 10-15        |
| 3 novembre 1967 ?, Ankara Durata: ? - Spettatori: ? | Ungheria         | 3 - 1 | Italia           | 16-14, 13-15, 15-8, 15-11        |
| 3 novembre 1967 ?, Ankara Durata: ? - Spettatori: ? | Unione Sovietica | 3 - 1 | Polonia          | 15-6, 15-6, 5-15, 15-11          |
| 3 novembre 1967 ?, Ankara Durata: ? - Spettatori: ? | Cecoslovacchia   | 3 - 1 | Romania          | 17-15, 12-15, 15-3, 15-9         |
| 4 novembre 1967 ?, Ankara Durata: ? - Spettatori: ? | Jugoslavia       | 0 - 3 | Romania          | 11-15, 6-15, 14-16               |
| 4 novembre 1967 ?, Ankara Durata: ? - Spettatori: ? | Unione Sovietica | 3 - 0 | Italia           | 15-8, 15-8, 15-3                 |
| 4 novembre 1967 ?, Ankara Durata: ? - Spettatori: ? | Ungheria         | 3 - 2 | Germania Est     | 15-11, 4-15, 8-15, 16-14, 16-14  |
| 4 novembre 1967 ?, Ankara Durata: ? - Spettatori: ? | Cecoslovacchia   | 3 - 2 | Polonia          | 7-15, 16-14, 10-15, 15-9, 15-6   |
| 6 novembre 1967 ?, Ankara Durata: ? - Spettatori: ? | Jugoslavia       | 0 - 3 | Polonia          | 7-15, 13-15, 12-15               |
| 6 novembre 1967 ?, Ankara Durata: ? - Spettatori: ? | Romania          | 3 - 0 | Italia           | 15-7 , 15-5, 15-8                |
| 6 novembre 1967 ?, Ankara Durata: ? - Spettatori: ? | Unione Sovietica | 3 - 0 | Ungheria         | 15-8 , 15-8, 15-6                |
| 6 novembre 1967 ?, Ankara Durata: ? - Spettatori: ? | Cecoslovacchia   | 3 - 0 | Germania Est     | 15-13, 15-8, 15-11               |
| 7 novembre 1967 ?, Ankara Durata: ? - Spettatori: ? | Jugoslavia       | 0 - 3 | Unione Sovietica | 1-15, 9-15, 8-15                 |
| 7 novembre 1967 ?, Ankara Durata: ? - Spettatori: ? | Polonia          | 3 - 0 | Italia           | 15-10, 16-14, 15-6               |
| 7 novembre 1967 ?, Ankara Durata: ? - Spettatori: ? | Cecoslovacchia   | 3 - 2 | Ungheria         | 15-5, 6-15, 15-5, 12-15, 15-5    |
| 7 novembre 1967 ?, Ankara Durata: ? - Spettatori: ? | Germania Est     | 3 - 1 | Romania          | 15-12, 10-15, 15-10, 15-2        |
| 8 novembre 1967 ?, Ankara Durata: ? - Spettatori: ? | Jugoslavia       | 3 - 0 | Italia           | 15-12, 15-7, 15-11               |
| 8 novembre 1967 ?, Ankara Durata: ? - Spettatori: ? | Germania Est     | 3 - 1 | Polonia          | 15-9, 5-15, 15-7, 17-15          |
| 8 novembre 1967 ?, Ankara Durata: ? - Spettatori: ? | Romania          | 3 - 1 | Ungheria         | 15-5, 11-15, 15-13, 15-8         |
| 8 novembre 1967 ?, Ankara Durata: ? - Spettatori: ? | Unione Sovietica | 3 - 2 | Cecoslovacchia   | 15-7, 15-13, 13-15, 10-15, 15-10 |

##### Classifica
| Pos. | Squadra          | Pt | G | V | P | SV | SP | Ratio | PF  | PS  | Ratio |
| ---- | ---------------- | -- | - | - | - | -- | -- | ----- | --- | --- | ----- |
| 1.   | Unione Sovietica | 14 | 7 | 7 | 0 | 21 | 6  | 3,500 | 368 | 245 | 1,502 |
| 2.   | Cecoslovacchia   | 13 | 7 | 6 | 1 | 20 | 9  | 2,222 | 395 | 306 | 1,290 |
| 3.   | Polonia          | 11 | 7 | 4 | 3 | 16 | 11 | 1,454 | 352 | 325 | 1,083 |
| 4.   | Germania Est     | 11 | 7 | 4 | 3 | 16 | 12 | 1,333 | 359 | 322 | 1,114 |
| 5.   | Romania          | 10 | 7 | 3 | 4 | 13 | 13 | 1,000 | 316 | 319 | 0,990 |
| 6.   | Ungheria         | 10 | 7 | 3 | 4 | 13 | 16 | 0,812 | 331 | 387 | 0,855 |
| 7.   | Jugoslavia       | 8  | 7 | 1 | 6 | 5  | 18 | 0,277 | 254 | 325 | 0,781 |
| 8.   | Italia           | 7  | 7 | 0 | 7 | 2  | 21 | 0,095 | 198 | 344 | 0,575 |

#### Girone 9º posto

##### Risultati
| 2 novembre 1967 ?, ? Durata: ? - Spettatori: ? | Belgio   | 3 - 0 | Paesi Bassi | 15-12, 7-15, 15-10, 10-15, 17-15 |
| 2 novembre 1967 ?, ? Durata: ? - Spettatori: ? | Turchia  | 3 - 0 | Svezia      | 15-3, 15-3, 15-10                |
| 2 novembre 1967 ?, ? Durata: ? - Spettatori: ? | Francia  | 3 - 1 | Albania     | 15-7, 14-16, 15-10, 15-10        |
| 2 novembre 1967 ?, ? Durata: ? - Spettatori: ? | Bulgaria | 3 - 0 | Israele     | 15-6, 17-15, 15-9                |
| 3 novembre 1967 ?, ? Durata: ? - Spettatori: ? | Bulgaria | 3 - 1 | Turchia     | 15-9, 15-2, 12-15, 15-3          |
| 3 novembre 1967 ?, ? Durata: ? - Spettatori: ? | Belgio   | 3 - 0 | Albania     | 15-7, 15-9, 15-7                 |
| 3 novembre 1967 ?, ? Durata: ? - Spettatori: ? | Francia  | 3 - 0 | Svezia      | 15-6, 15-4, 15-5                 |
| 3 novembre 1967 ?, ? Durata: ? - Spettatori: ? | Israele  | 3 - 1 | Paesi Bassi | 9-15, 15-10, 15-6, 15-6          |
| 4 novembre 1967 ?, ? Durata: ? - Spettatori: ? | Albania  | 3 - 1 | Turchia     | 15-13, 13-15, 15-9, 15-3         |
| 4 novembre 1967 ?, ? Durata: ? - Spettatori: ? | Bulgaria | 3 - 0 | Paesi Bassi | 15-12, 15-12, 15-10              |
| 4 novembre 1967 ?, ? Durata: ? - Spettatori: ? | Belgio   | 3 - 0 | Svezia      | 15-3, 15-6, 15-4                 |
| 4 novembre 1967 ?, ? Durata: ? - Spettatori: ? | Francia  | 3 - 1 | Israele     | 9-15, 16-14, 15-11, 15-5         |
| 6 novembre 1967 ?, ? Durata: ? - Spettatori: ? | Turchia  | 3 - 2 | Paesi Bassi | 9-15, 15-6, 9-15, 15-6, 16-14    |
| 6 novembre 1967 ?, ? Durata: ? - Spettatori: ? | Francia  | 3 - 1 | Bulgaria    | 15-8, 15-10, 8-15, 15-9          |
| 6 novembre 1967 ?, ? Durata: ? - Spettatori: ? | Israele  | 3 - 2 | Belgio      | 5-15, 15-9, 3-15, 15-12, 16-14   |
| 6 novembre 1967 ?, ? Durata: ? - Spettatori: ? | Albania  | 3 - 0 | Svezia      | 15-1, 15-7, 15-6                 |
| 7 novembre 1967 ?, ? Durata: ? - Spettatori: ? | Francia  | 3 - 1 | Turchia     | 15-8, 15-6, 12-15, 15-8          |
| 7 novembre 1967 ?, ? Durata: ? - Spettatori: ? | Albania  | 3 - 2 | Paesi Bassi | 15-10, 5-15, 10-15, 15-6, 15-9   |
| 7 novembre 1967 ?, ? Durata: ? - Spettatori: ? | Israele  | 3 - 0 | Belgio      | 15-3, 15-3, 15-5                 |
| 7 novembre 1967 ?, ? Durata: ? - Spettatori: ? | Bulgaria | 3 - 0 | Belgio      | 15-5, 15-12, 15-9                |
| 8 novembre 1967 ?, ? Durata: ? - Spettatori: ? | Belgio   | 3 - 2 | Turchia     | 15-8, 14-16, 15-8, 12-15, 15-10  |
| 8 novembre 1967 ?, ? Durata: ? - Spettatori: ? | Francia  | 3 - 0 | Paesi Bassi | 15-4, 15-11, 15-9                |
| 8 novembre 1967 ?, ? Durata: ? - Spettatori: ? | Israele  | 3 - 0 | Albania     | 16-14, 17-15, 15-10              |
| 8 novembre 1967 ?, ? Durata: ? - Spettatori: ? | Bulgaria | 3 - 0 | Svezia      | 15-4, 15-6, 15-4                 |

##### Classifica
| Pos. | Squadra     | Pt | G | V | P | SV | SP | Ratio | PF  | PS  | Ratio |
| ---- | ----------- | -- | - | - | - | -- | -- | ----- | --- | --- | ----- |
| 1.   | Bulgaria    | 13 | 7 | 6 | 1 | 19 | 5  | 3,800 | 333 | 231 | 1,441 |
| 2.   | Francia     | 13 | 7 | 6 | 1 | 19 | 7  | 2,714 | 361 | 259 | 1,393 |
| 3.   | Israele     | 12 | 7 | 5 | 2 | 16 | 9  | 1,777 | 321 | 277 | 1,158 |
| 4.   | Belgio      | 12 | 7 | 5 | 2 | 17 | 11 | 1,545 | 369 | 303 | 1,217 |
| 5.   | Albania     | 10 | 7 | 3 | 4 | 11 | 15 | 0,733 | 313 | 313 | 1,000 |
| 6.   | Turchia     | 9  | 7 | 2 | 5 | 11 | 17 | 0,647 | 296 | 360 | 0,822 |
| 7.   | Paesi Bassi | 8  | 7 | 1 | 6 | 10 | 18 | 0,555 | 315 | 338 | 0,932 |
| 8.   | Svezia      | 7  | 7 | 0 | 7 | 0  | 21 | 0,000 | 88  | 315 | 0,279 |

#### Girone 17º posto

##### Risultati
| 2 novembre 1967 ?, ? Durata: ? - Spettatori: ? | Finlandia      | 3 - 0 | Grecia         | 15-5, 15-12, 15-2               |
| 2 novembre 1967 ?, ? Durata: ? - Spettatori: ? | Germania Ovest | 3 - 0 | Austria        | 15-9, 15-11, 15-8               |
| 3 novembre 1967 ?, ? Durata: ? - Spettatori: ? | Finlandia      | 3 - 2 | Germania Ovest | 15-13, 8-15, 17-15, 14-16, 15-5 |
| 3 novembre 1967 ?, ? Durata: ? - Spettatori: ? | Austria        | 3 - 0 | Grecia         | 15-11, 15-9, 15-9               |
| 4 novembre 1967 ?, ? Durata: ? - Spettatori: ? | Finlandia      | 3 - 0 | Austria        | 15-6, 15-4, 15-7                |
| 4 novembre 1967 ?, ? Durata: ? - Spettatori: ? | Germania Ovest | 3 - 2 | Grecia         | 7-15, 15-8, 9-15, 15-5, 15-9    |

##### Classifica
| Pos. | Squadra        | Pt | G | V | P | SV | SP | Ratio | PF  | PS  | Ratio |
| ---- | -------------- | -- | - | - | - | -- | -- | ----- | --- | --- | ----- |
| 1.   | Finlandia      | 6  | 3 | 3 | 0 | 9  | 2  | 4,500 | 159 | 100 | 1,590 |
| 2.   | Germania Ovest | 5  | 3 | 2 | 1 | 8  | 5  | 1,600 | 170 | 149 | 1,140 |
| 3.   | Austria        | 4  | 3 | 1 | 2 | 3  | 6  | 0,500 | 45  | 90  | 0,500 |
| 4.   | Grecia         | 3  | 3 | 0 | 3 | 2  | 9  | 0,222 | 71  | 106 | 0,669 |

## Podio

### Campione
Formazione: Georgij Mondzolevskij, Ivan Bugayenkov, Yury Poyarkov, Eduard Sibiryakov, Vaja Kacharava, Valerij Kravčenko, Janbek Saurambaev, Yevgeny Lapinsky, Viktor Mikhalchuk, Vladimir Ivanov, Vladimir Beljaev, Vadim Penteschkin, CT: Yuriy Kleschyov

### Secondo posto
Formazione: Groessl, Kop, Koudelka, Mosr, Musil, Petlák, Procházka, Schenk, Smolka, Svoboda, Schmidl, Golián, CT: Matiasek

### Terzo posto
Formazione: Zdzisław Ambroziak, Stanisław Gościniak, Zbigniew Jasiukiewicz, Romuald Paszkiewicz, Wojciech Rutkowski, Ryszard Sierszulski, Tadeusz Siwek, Aleksander Skiba, Edward Skorek, Jerzy Szymczyk, Hubert Wagner, Stanisław Zduńczyk, CT: Tadeusz Szlagor

## Classifica finale
| Pos | Squadra          |
| --- | ---------------- |
|     | Unione Sovietica |
|     | Cecoslovacchia   |
|     | Polonia          |
| 4   | Germania Est     |
| 5   | Romania          |
| 6   | Ungheria         |
| 7   | Jugoslavia       |
| 8   | Italia           |
| 9   | Bulgaria         |
| 10  | Francia          |
| 11  | Israele          |
| 12  | Belgio           |
| 13  | Albania          |
| 14  | Turchia          |
| 15  | Paesi Bassi      |
| 16  | Svezia           |
| 17  | Finlandia        |
| 18  | Germania Ovest   |
| 19  | Austria          |
| 20  | Grecia           |